# ド・ジッター空間
数学や物理学において、ド・ジッター空間 (英: de Sitter space) とは、通常のユークリッド空間における球面に対する、ミンコフスキー空間あるいは時空における類似物である。n 次元ド・ジッター空間は dSn と書き、（標準のリーマン計量を持つ）n 次元球面に対するローレンツ多様体での類似物である。この空間は最大の対称性を持ち、正の定曲率を持ち、3 以上の n に対して単連結である。

## 名称
ド・ジッター空間は反ド・ジッター空間と同様に、ライデン大学の天文学の教授で、ライデン天文台の天文台長であったウィレム・ド・ジッター  (1872–1934) の名前に因んでいる。
ウィレム・ド・ジッターとアルベルト・アインシュタインは、1920年代にライデンで、宇宙の時空の構造について研究を共にした。

## 概要
一般相対論の言葉でいえば、ド・ジッター空間とは最大対称性を持ち、（正の真空エネルギー密度と負の圧力に対応する）正（反発力）の宇宙定数 {\displaystyle \Lambda } を持つアインシュタイン場の方程式の真空解(vacuum solution)のことである。n = 4（3つの空間次元と 1つの時間次元）のとき、ド・ジッター空間は物理的な宇宙の天文学的なモデルとなる。ド・ジッター宇宙を参照。
ド・ジッター空間はウィレム・ド・ジッターとトゥーリオ・レヴィ＝チヴィタにより同時に独立に発見された。
さらに最近は、ド・ジッター空間はミンコフスキー空間を使うのではなく、特殊相対論の設定として考えられるようになった。その理由は、群縮約(group contraction)によってド・ジッター空間の等長変換群がポアンカレ群へと還元されることで、時空変換部分群やポアンカレ群のローレンツ変換部分群が凖単純群(semi-simple group)ではなく単純群に統一できるためである。この特殊相対論の定式化をド・ジッター相対性(de Sitter relativity)と呼ぶ。

## 定義
ド・ジッター空間は 1つ次元が高いミンコフスキー空間の部分多様体として定義することができる。標準的な計量
{\displaystyle ds^{2}=-dx_{0}^{2}+\sum _{i=1}^{n}dx_{i}^{2}}
を持つミンコフスキー空間 R1,n をとると、ド・ジッター空間は一枚のシートの双曲面
{\displaystyle -x_{0}^{2}+\sum _{i=1}^{n}x_{i}^{2}=\alpha ^{2}}
により記述される部分多様体である。ここに {\displaystyle \alpha } は長さの次元を持つ正の定数である。ド・ジッター空間上の計量は、アンビエント・ミンコフスキー計量から導かれる。導かれた計量はローレンツ的な符号数を持ち非退化である。（上の定義に加えて、{\displaystyle \alpha ^{2}} を {\displaystyle -\alpha ^{2}} と置き換えると、2枚のシートの双曲面を得る。この場合の導かれた計量は正定値であり、それぞれのシートは n-次元双曲空間のコピーである。
ド・ジッター空間は、2つの不定値直交群(indefinite orthogonal group)の商空間 O(1,n)/O(1,n−1) としても定義される。このことは、この空間が非リーマン的な対称空間(symmetric space)であることを示している。
トポロジー的には、ド・ジッター空間は R × Sn−1 である（したがって、n ≥ 3 であれば、ド・ジッター空間は単連結である）。

## 性質
ド・ジッター空間の等長変換群(isometry group)は、ローレンツ群 O(1,n) である。従って、計量は n(n+1)/2 個の独立なキリングベクトルを持ち、最大対称である。すべての最大対称空間は定曲率を持つ。ド・ジッター空間のリーマン曲率テンソルは、
{\displaystyle R_{\rho \sigma \mu \nu }={1 \over \alpha ^{2}}(g_{\rho \mu }g_{\sigma \nu }-g_{\rho \nu }g_{\sigma \mu })}
により与えられる。
リッチテンソルは計量に比例する
{\displaystyle R_{\mu \nu }={\frac {n-1}{\alpha ^{2}}}g_{\mu \nu }}
ので、ド・ジッター空間はアインシュタイン多様体である。このことは、ド・ジッター空間は、
{\displaystyle \Lambda ={\frac {(n-1)(n-2)}{2\alpha ^{2}}}}
により与えられる宇宙定数を持つアインシュタイン方程式の真空解であることを意味する。ド・ジッター空間のスカラー曲率は、
{\displaystyle R={\frac {n(n-1)}{\alpha ^{2}}}={\frac {2n}{n-2}}\Lambda .}
により与えられる。n = 4 の場合、Λ = 3/α2 であり、R = 4Λ = 12/α2 である。

## 静的な座標
ド・ジッター空間に対して静的座標(static coordinates) {\displaystyle (t,r,\ldots )} を次のように導入することができる。
{\displaystyle x_{0}={\sqrt {\alpha ^{2}-r^{2}}}\sinh(t/\alpha )}
{\displaystyle x_{1}={\sqrt {\alpha ^{2}-r^{2}}}\cosh(t/\alpha )}
{\displaystyle x_{i}=rz_{i}\qquad \qquad \qquad \qquad \qquad 2\leq i\leq n.}
ここに、{\displaystyle z_{i}} は  (n−2)-球面の Rn−1 の中への標準的な埋め込みを与える。 これらの座標では、ド・ジッター計量は、
{\displaystyle ds^{2}=-\left(1-{\frac {r^{2}}{\alpha ^{2}}}\right)dt^{2}+\left(1-{\frac {r^{2}}{\alpha ^{2}}}\right)^{-1}dr^{2}+r^{2}d\Omega _{n-2}^{2}.}
となる。{\displaystyle r=\alpha } には天文学的地平線(cosmological horizon)が存在することに注意。

## 平坦なスライシング
{\displaystyle r^{2}=\sum _{i}y_{i}^{2}} として、
{\displaystyle x_{0}=\alpha \sinh(t/\alpha )+r^{2}e^{t/\alpha }/2\alpha ,}
{\displaystyle x_{1}=\alpha \cosh(t/\alpha )-r^{2}e^{t/\alpha }/2\alpha ,}
{\displaystyle x_{i}=e^{t/\alpha }y_{i},\qquad 2\leq i\leq n}
とすると、{\displaystyle (t,y_{i})} 座標では、計量は、
{\displaystyle ds^{2}=-dt^{2}+e^{2t/\alpha }dy^{2}}
である。ここに {\displaystyle dy^{2}=\sum _{i}dy_{i}^{2}} は {\displaystyle y_{i}} の上の平坦な計量である。

## 開いたスライシング
標準計量 {\displaystyle \sum _{i}dz_{i}^{2}=d\Omega _{n-2}^{2}} を持つ {\displaystyle S^{n-2}} を形成する {\displaystyle \sum _{i}z_{i}^{2}=1} を考え、
{\displaystyle x_{0}=\alpha \sinh(t/\alpha )\cosh \xi ,}
{\displaystyle x_{1}=\alpha \cosh(t/\alpha ),}
{\displaystyle x_{i}=\alpha z_{i}\sinh(t/\alpha )\sinh \xi ,\qquad 2\leq i\leq n}
とすると、ド・ジッター空間の計量は、
{\displaystyle ds^{2}=-dt^{2}+\alpha ^{2}\sinh ^{2}(t/\alpha )dH_{n-1}^{2},}
である。ここに
{\displaystyle dH_{n-1}^{2}=d\xi ^{2}+\sinh ^{2}\xi d\Omega _{n-2}^{2}}
はユークリッド的な双曲空間の計量である。

## 閉じたスライシング
{\displaystyle z_{i}} で {\displaystyle S^{n-1}} を表し、
{\displaystyle x_{0}=\alpha \sinh(t/\alpha ),}
{\displaystyle x_{i}=\alpha \cosh(t/\alpha )z_{i},\qquad 1\leq i\leq n}
とすると、計量は、
{\displaystyle ds^{2}=-dt^{2}+\alpha ^{2}\cosh ^{2}(t/\alpha )d\Omega _{n-1}^{2}.}
である。
{\displaystyle \tan(\eta /2)=\tanh(t/2\alpha )} により時間変数を共形時間へ変えると、アインシュタインの静的宇宙に共形同値な計量
{\displaystyle ds^{2}={\frac {\alpha ^{2}}{\cos ^{2}\eta }}(-d\eta ^{2}+d\Omega _{n-1}^{2}).}
を得る。ここからド・ジッター空間のペンローズ図を求めることができる。

## ド・ジッター・スライシング
{\displaystyle z_{i}} で {\displaystyle S^{n-3}} を表し、
{\displaystyle x_{0}=\alpha \sin(\chi /\alpha )\sinh(t/\alpha )\cosh \xi ,}
{\displaystyle x_{1}=\alpha \cos(\chi /\alpha ),}
{\displaystyle x_{2}=\alpha \sin(\chi /\alpha )\cosh(t/\alpha ),}
{\displaystyle x_{i}=\alpha z_{i}\sin(\chi /\alpha )\sinh(t/\alpha )\sinh \xi ,\qquad 3\leq i\leq n}
とすると、計量は、
{\displaystyle ds^{2}=d\chi ^{2}+\sin ^{2}(\chi /\alpha )ds_{dS,\alpha ,n-1}^{2},}
である。ここに
{\displaystyle ds_{dS,\alpha ,n-1}^{2}=-dt^{2}+\alpha ^{2}\sinh ^{2}(t/\alpha )dH_{n-2}^{2}}
は開いたスライシングにおける {\displaystyle \alpha } の曲率半径を持つ {\displaystyle n-1} 次元ド・ジッター空間の計量である。双曲計量は、
{\displaystyle dH_{n-2}^{2}=d\xi ^{2}+\sinh ^{2}\xi d\Omega _{n-3}^{2}}
により与えられる。
これは、座標 {\displaystyle (t,\xi ,\theta ,\phi _{1},\phi _{2},\cdots ,\phi _{n-3})\to (i\chi ,\xi ,it,\theta ,\phi _{1},\cdots ,\phi _{n-4})} のもとでの開いたスライシングの解析接続であり、時間的と空間的な性質が交換されるので、{\displaystyle x_{0}} と {\displaystyle x_{2}} も交換される。